# Austin Stevens

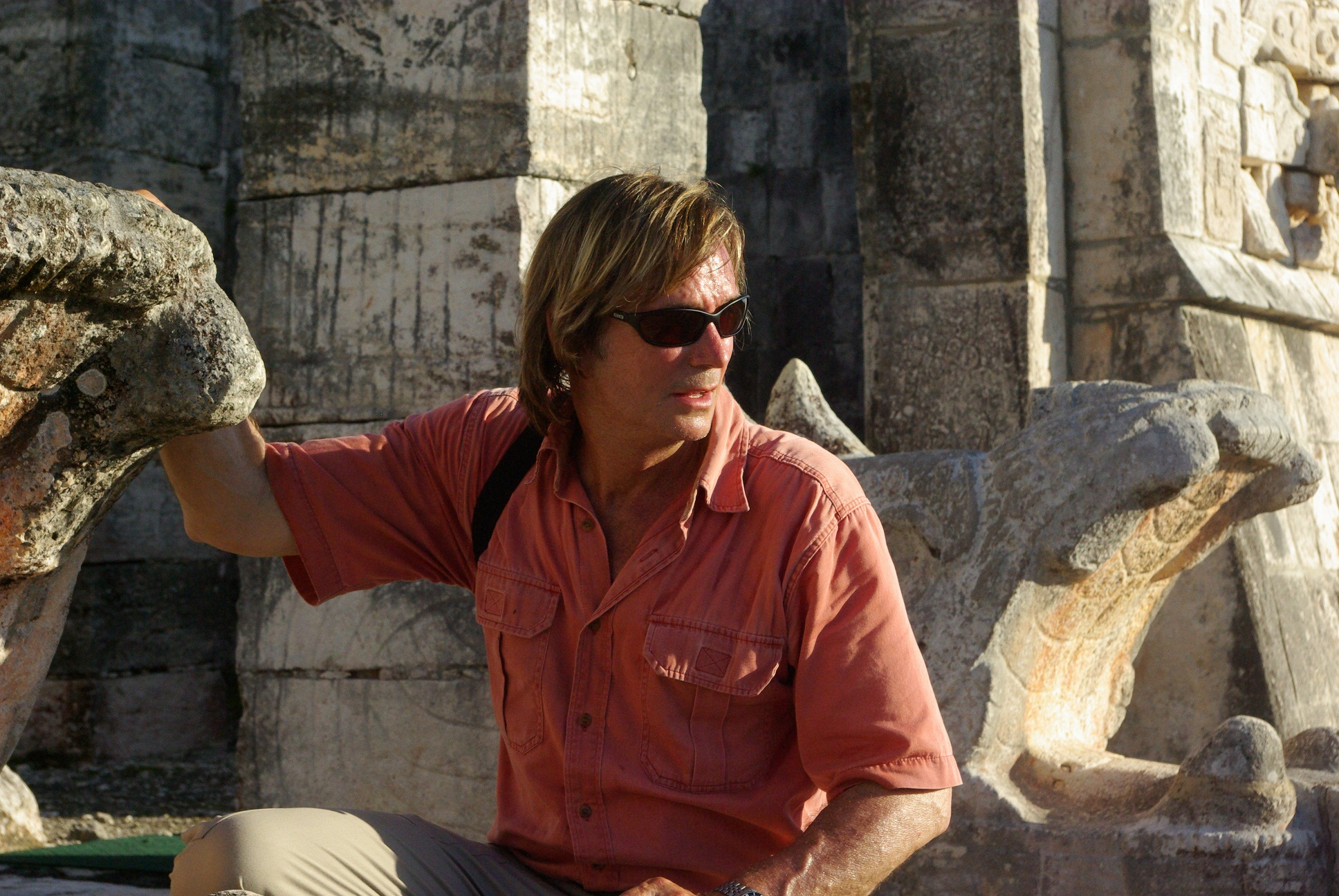
Austin Stevens 2008

Austin Stevens (* 19. Mai 1950 in Pretoria) ist ein südafrikanischer Herpetologe und Autor sowie ehemaliger Dokumentarfilmer, Abenteurer und Tierfotograf. Überwiegende Bekanntheit erlangte er in seiner Sendung Austin Stevens – Der Gefahrensucher, welche 2001 zum ersten Mal im Fernsehen auf dem TV-Sender Animal Planet zu sehen war.

## Biografie
Austin Stevens wurde in der Hauptstadt Südafrikas Pretoria geboren und wuchs dort auf. Er interessierte sich bereits mit 12 Jahren für Wildtiere, insbesondere Schlangen.

In den 1970er Jahren war Stevens Museumsdirektor des Transvaal Snake Parks, in der Nähe von Johannesburg, wo er für sechs Jahre gearbeitet hat. Dort lernte er mit Tieren, insbesondere mit Reptilien, umzugehen, um ein Herpetologe zu werden.
Nach seiner Schulzeit begann er ein Studium, welches er als qualifizierter Herpetologe abschloss.

### Privatleben
Im Dezember 2007 heiratete Stevens seine zweite Ehefrau Amy.

## Bücher
- 1992: Snakes In My Bed
- 2007: The Last Snake Man